# مسجد الحلبي
مسجد وقبة ومئذنة وضريح الحلبي ويرجع تسميتها إلى(الشيخ عبد الرحمن الحلبي) والذي ولد بحلب وتفقه بحلب ثم القاهرة وتولى القضاء بمنطقة البحيرة وقد استقر به المقام في إدفينا التي عاش ومات ودفن في ترابها فبنى له أهلها هذا المسجد عام 1858 وقد عثرت هيئة الأثار المصرية بمسجد الحلبي على ربعة من القرآن الكريم تم نسخها عام 919 هجرية. يرجع تاريخ هذا المسجد إلى العصر العثماني الذي امتازت عمائره وخاصة الدينية منها ببناء سقوفها على شكل قباب صغيرة وكان سقف مسجد الحلبي عبارة عن أنصاف قباب ثم استبدلت بالقباب عقود.
بجانب المسجد ضريح يعلوه قبة وزخرف بابه بالطوب المنحور بالأسلوب الذي وجد بكثرة في مدينة رشيد كما زخرفت حجرات الضريح ببلاط من القيشانى صناعة كوتاهية ومكتوب عليه أنه صنع عام 1275 هـ 1858م ويوجد بداخل المسجد مئذنة وضريح آخر تعلوه قبه صغيرة.
في اواخر السبعينات من القرن العشرين كانت هناك نوايا لكي يتم هدم المسجد وإعادة تصميمه بشكل مختلف ولكن في ظل وجود رئيس لقرية أدفينا الاستاذ رزق علي أبو النصر والعديد من الأعيان قام الأستاذ رزق بحمله لترميم المسجد وبالفعل نجح في ذلك وتم ترميم المسجد بشكل كامل وتم افتتاحه بحضور شيخ الأزهر وقتها.